# Корп Нид
Корп Нид (фр. Corps-Nuds) насеље је и општина у северозападној Француској у региону Бретања, у департману Ил и Вилен која припада префектури Рен.
По подацима из 2011. године у општини је живело 3018 становника, а густина насељености је износила 133,78 становника/km². Општина се простире на површини од 22,56 km². Налази се на средњој надморској висини од 75 метара (максималној 90 m, а минималној 34 m).

## Демографија
| 1962. | 1968. | 1975. | 1982. | 1990. | 1999. | 2011. |
| ----- | ----- | ----- | ----- | ----- | ----- | ----- |
| 1.406 | 1.409 | 1.515 | 1.692 | 2.154 | 2.458 | 3.018 |

График промене броја становника у току последњих година